# Løvstikke-slægten
Løvstikke-slægten (Levisticum) er en monotypisk slægt med én eneste art, den nedennævnte. Beskrivelse af slægten skal derfor søges under artsbeskrivelsen.
| Arter |

- Løvstikke (Levisticum officinale)